# Claude Barras
Claude Barras (Sierre, 17 gennaio 1973) è un regista svizzero.

## Biografia
Nato nel 1973 a Sierre, studiò illustrazione e computer grafica alla École Emile Cohl di Lione. Si laureò in antropologia ed immagine digitale, perfezionandosi all'ECAL (École Cantonale d’Art de Lausanne) per poi andare a lavorare come illustratore freelace a Ginevra.
Durante la sua carriera, Barras ha diretto diversi cortometraggi, come The Genie in a Ravioli Can (del 2006), prima di ricevere attenzione internazionale per il film La mia vita da Zucchina del 2016, presentato alla Quinzaine des réalisateurs del Cannes Film Festival e acclamato da critica e pubblico. Venne selezionato per rappresentare la Svizzera agli Oscar per il miglior film straniero, ma venne candidato a quelli per il miglior film d'animazione.

## Filmografia

### Lungometraggi
- La mia vita da Zucchina (2016)
- Sauvages (2024)

### Cortometraggi
- Chambre (2012)
- Zucchini (2010)
- Au Pays Des Tetes (2008) (co-diretto con Cédric Louis)
- Sainte Barbe (2007) (co-diretto con Cédric Louis)
- The Genie in a Ravioli Can (2006)
- Ice Floe (2005) (co-diretto con Cédric Louis)
- Stigmates (2002)
- Casting Queen (1999)
- Mélanie (1998)

## Riconoscimenti
- La mia vita da Zucchina (2016)
  - Cannes Film Festival, Quinzaine des réalisateurs – maggio 2016
  - International Animation Film Festival, Annecy, Official competition – giugno 2016 / PUBLIC PRIZE AND CRISTAL FOR BEST FEATURE FILM
  - MIFF – Melbourne International Film Festival, (1st international screening) – luglio 2016 /AUDIENCE AWARD
  - FFA – Festival du film francophone d’Angoulême, Compétition – agosto 2016 / GRAND PRIX (Valois de Diamant)
  - TIFF – Toronto International Film Festival – settembre 2016

- The Genie in a Ravioli Can (2006)
  - Anvers, European Youth Film Festival of Flanders, Best Short Film 2007
  - Bristol, Encounters Short Film and Animation Festival, New Talent Award 2006
  - Genève, Animatou Festival international du film d'animation – Genève, Prix du public Kodak, Meilleur court métrage 2006
  - Genève 11, FROG – Festival du Film Romand à Genève, Mention spéciale 2006
  - Melbourne, Australian International Film Festival, The Golden Spotlight Award – Best Short Film 2006
  - Santiago de Compostela, Santiago de Compostela – Festival Int. de Curta CURTOCIRCUITO, «Kodak 35 mm» Award for the Best Short Film shot on 35 mm 2006
  - Solothurn, Solothurner Filmtage, Prix du Public SSA/Suissimage 2006